# Прозоров, Григорий Яковлевич
Григорий Яковлевич Прозоров (21 января 1864, с. Солдатское, Воронежская губерния — 29 июня 1942, Берлин) — русский священнослужитель, богослов, политический и общественный деятель.

## Биография
Родился в семье причетника в селе Солдатское Нижнедевицкого уезда Воронежской губернии. Образование получал в Воронежской духовной семинарии, которую окончил в 1884 году, и в Киевской духовной академии, окончил которую в 1888 году со степенью кандидата богословия. С 1888 года служил законоучителем в Коростышевской учительской семинарии. 16 октября 1888 года был рукоположен во иерея и назначен настоятелем домовой Андреевской церкви при Коростышевской семинарии. В 1890 году был переведен в Киевское реальное училище на должность законоучителя и причислен к Софийскому собору. До 1897 года преподавал Закон Божий в некоторых других киевских учебных заведениях. В 1891 году стал настоятелем домовой Александро-Невской церкви реального училища. С 1898 года преподавал богословие в Киевском политехническом институте имени Императора Александра II. Кроме того, читал лекции по богословию на Высших женских медицинских курсах.
Состоял председателем совета Киевского 1-го женского училища духовного ведомства, председателем совета Киевского Свято-Владимирского братства, председателем совета Свято-Владимирского епархиального братства, активным членом и в определённый период председателем Киевского Общества распространения религиозно-нравственного просвещения в духе православной церкви (впоследствии «Киевского религиозно-просветительского общества»). В 1903 году был рукоположен в протоиереи.
В 1904 году отец Григорий вступил в Киевский отдел Русского собрания, старейшей монархической организации империи. После ухода в отставку Б. М. Юзефовича 3 декабря 1908 года Григорий Прозоров был избран председателем Киевского отдела, и остался во главе организации (Киевского русского собрания) после её обособления в 1911 году.
В 1909 году стал гласным Киевской городской думы как представитель от духовенства. С 1909 года служил протоиереем в Софийском кафедральном соборе.
Отец Григорий поддерживал идеи русского национализма. 6 апреля 1908 года он стал членом-учредителем и членом Комитета Киевского клуба русских националистов, оставаясь его членом до конца 1913 года. Члены клуба ставили цель охранения русской национальной идеи, сохранения и развития ценностей и культуры государствообразующей нации — русского народа, подразделявшегося, по этнографическим представлениям того времени, на белорусов, великороссов и малороссов. В 1911 году Прозоров участвовал в работе по организации выборов в IV Государственную думу. Григорий Яковлевич проводил патриотические собрания, съезды, выступал с обращениями от лица киевской патриотической общественности, возглавлял депутации, публиковал статьи на общественно-политические статьи в газете «Киев». В 1914 году стал членом Совета Киевского отдела Всероссийского национального союза.
После революции Прозоров какое-то время продолжал служить в Софийском соборе, но затем, в 1919 году вместе с семьей эмигрировал в Европу, где стал священником Посольской церкви в Берлине. Затем вместе с архимандритом Тихоном (Лященко) поступил в домовый храм при Русско-немецкой гимназии пастора Мазинга. В 1921 году был избран и участвовал в работе Русского Зарубежного Церковного Собора в Сремских Карловцах. Оставшись в 1926 году в юрисдикции митрополита Евлогия (Георгиевского) он был вынужден покинуть приход, перешедший к РПЦЗ. Некоторое время он служил в наемном помещении, где удалось устроить церковь митрополиту Евлогию, а в 1931 году, после запрещения митрополита Евлогия в священнослужении подчинился митрополиту Литовскому Елевферию вместе с новым приходом на улице Фазанештрассе в Берлине. В 1934 году в письме к рейхсканцлеру Германии он сообщил, что архиепископ Тихон (Лященко) и митрополит Евлогий (Георгиевский) находятся в схизме, и «единственным законным собственником русского церковного имущества является исключительно высшее руководство Русской Церкви, в настоящее время представленное Святейшим Патриаршим Синодом и возглавляющим его митрополитом Московским Сергием, а также законно назначенными ими иерархами. С 1931 управление русскими церквами в Западной Европе находится в ведении митрополита Вильнюсского и Литовского Елевферия. Единственная легальная русская православная церковь в Берлине, во главе которой вот уже многие годы стою я, именуется „церковью Патриархата“, что само по себе указывает на её легитимность». В 1939 году его арестовывала Гестапо, по подозрению в симпатии к большевикам. Прозорова допрашивали шесть часов, затем отпустили. О дальнейшей судьбе отца Григория мало сведений, скончался он в Берлине в 1942 году, по одной из версий, в заключении.